# Atomoxetină
Atomoxetina (cu denumirea comercială Strattera, printre altele) este un medicament antidepresiv din clasa inhibitorilor recaptării de noradrenalină (IRN), fiind utilizat în tratamentul tulburării cu deficit de atenție/hiperactivitate (ADHD). Calea de administrare disponibilă este cea orală. A fost lansat pe piața americană în 2003. În România este disponibil din 2005.